# Kurts-Bau
Der Kurts-Bau, auch Curts-Bau oder Waldhaus, war ein Atelier- und Wohngebäude des Künstlers und frühen Bauberaters Kurt Wehlte in der ehemaligen Frauen-Siedlung Loheland bei Fulda.

## Lage
Als Teil der Ortsteile Dirlos und Pilgerzell in der Gemeinde Künzell bei Fulda liegt das Gebäude heute innerhalb der Waldflächen der Siedlung Loheland. Der Bau befindet sich nördlich des Franziskusbaus außerhalb der eigentlichen Siedlung.

## Geschichte
Aus übrig gebliebenen Steinen des Rundbaus errichtete Wehlte mit einem ortsansässigen Maurer 1921 ein kleines Wohn- und Atelierhaus. Er war einer der wenigen Männer, die zeitweilig in Loheland lebten und heiratete 1923 die Loheländerin Christine Pleißner. Später wurde im Gebäude auch Musikunterricht gegeben. Im Jahr 1967 wurde das winzige Gebäude modernisiert und erweitert. Danach war es ein reines Wohngebäude. Nach der Restaurierung im Jahr 2019 hat der Kindergarten hier eine Waldgruppe eingerichtet.

## Beschreibung
Die Wände des Ursprungsbaus wurde aus künzeller Sandstein als Sichtmauerwerk errichtet. Der Zugang erfolgte über eine Eingangstür mit Rundbogen. Das Pultdach war flach.
Der Bau ist ein Kulturdenkmal gemäß § 2.1 Hessisches Denkmalschutzgesetz innerhalb der Gesamtanlage Loheland gemäß § 2.2.1 Hessischen Denkmalschutzgesetz.